# ياكوب برابيتس
ياكوب برابيتس (بالتشيكية: Jakub Brabec)‏ (مواليد 6 أغسطس 1992 في براغ) هو لاعب كرة قدم تشيكي يلعب مع نادي جينكفي الدوري البلجيكي للمحترفين كمدافع. مثّل منتخب التشيك لكرة القدم.

## روابط خارجية
- ياكوب برابيتس على موقع الاتحاد الأوربي (الإنجليزية)
- ياكوب برابيتس على موقع الاتحاد التشيكي (الإنجليزية)
- ياكوب برابيتس على موقع اتحاد تركيا (لاعب) (الإنجليزية)
- ياكوب برابيتس على موقع قاعدة بيانات كرة القدم.إي يو (الإنجليزية)
- ياكوب برابيتس على موقع ناشيونال فوتبول تيمز (الإنجليزية)
- ياكوب برابيتس على موقع Soccerbase.com (لاعب) (الإنجليزية)
- ياكوب برابيتس على موقع Soccerway.com (الإنجليزية)
- ياكوب برابيتس على موقع عالم كرة القدم.نت (الإنجليزية)
- ياكوب برابيتس على موقع AS.com (الإسبانية)
- ياكوب برابيتس – سجل منافسات اليويفا